# Iacob Ludovic Sobieski
Iacob Ludovic Sobieski (Jakub Ludwik Henryk Sobieski; 2 noiembrie 1667 – 19 decembrie 1737) a fost fiul regelui Ioan al III-lea Sobieski al Poloniei și a soției acestuia, Maria Cazimira de Arguien.

## Biografie
Iacob Ludovic Sobieski s-a născut la 2 noiembrie 1667 la Paris, Franța. În 1683, tânărul prinț în vârstă de 16 ani a luptat alături de tatăl său la Viena în bătălia împotriva Imperiului Otoman.
La 25 martie 1691, Iacob Ludovic s-a căsătorit cu Hedwig Elisabeth de Neuburg (1673-1722), fiica cea mică a lui Philip Wilhelm, Elector Palatin. Copii lor au fost:
1. Maria Leopoldina (30 aprilie 1693 - 12 iulie 1695)
2. Maria Casimira (20 ianuarie 1695 - 18 mai 1723) - a devenit călugăriță. Tatăl ei a încercat s-o căsătorească cu Carol al XII-lea al Suediei.
3. Maria Carolina (15 noiembrie 1697 - 8 mai 1740) căsătorită prima dată cu Frederic Maurice de la Tour d'Auvergne și a doua oară cu Charles Godefroy de La Tour d'Auvergne (1706-1771).
4. Jan Sobieski (1699 - 1699)
5. Maria Clementina (18 iulie 1702 - 24 ianuarie 1735),căsătorită cu Prințul James "Pretendentul Bătrân" (1688-1766), fiu al regelui Iacob al II-lea al Angliei (1633-1701)
6. Maria Magdalena (3 august 1704 - 3 august 1704)